# رکین هیتزر
رکین هیتزر (انگلیسی: Regine Heitzer؛ زادهٔ ۱۶ فوریهٔ ۱۹۴۴) اسکیت‌باز نمایشی اهل اتریش است.